# 弗朗克·阿迪松
弗朗克·阿迪松（法語：Frank Adisson，1969年7月24日—），法国男子皮划艇运动员。他曾代表法国参加1992年、1996年和2000年夏季奥林匹克运动会皮划艇比赛，共获得一枚金牌和一枚铜牌。